# Marta Bartel
Marta Bartel, née Przeździecka (née le 20 mai 1988 à Zambrów, en Pologne) est une joueuse d'échecs polonaise, grand maître international féminin des échecs.

## Famille

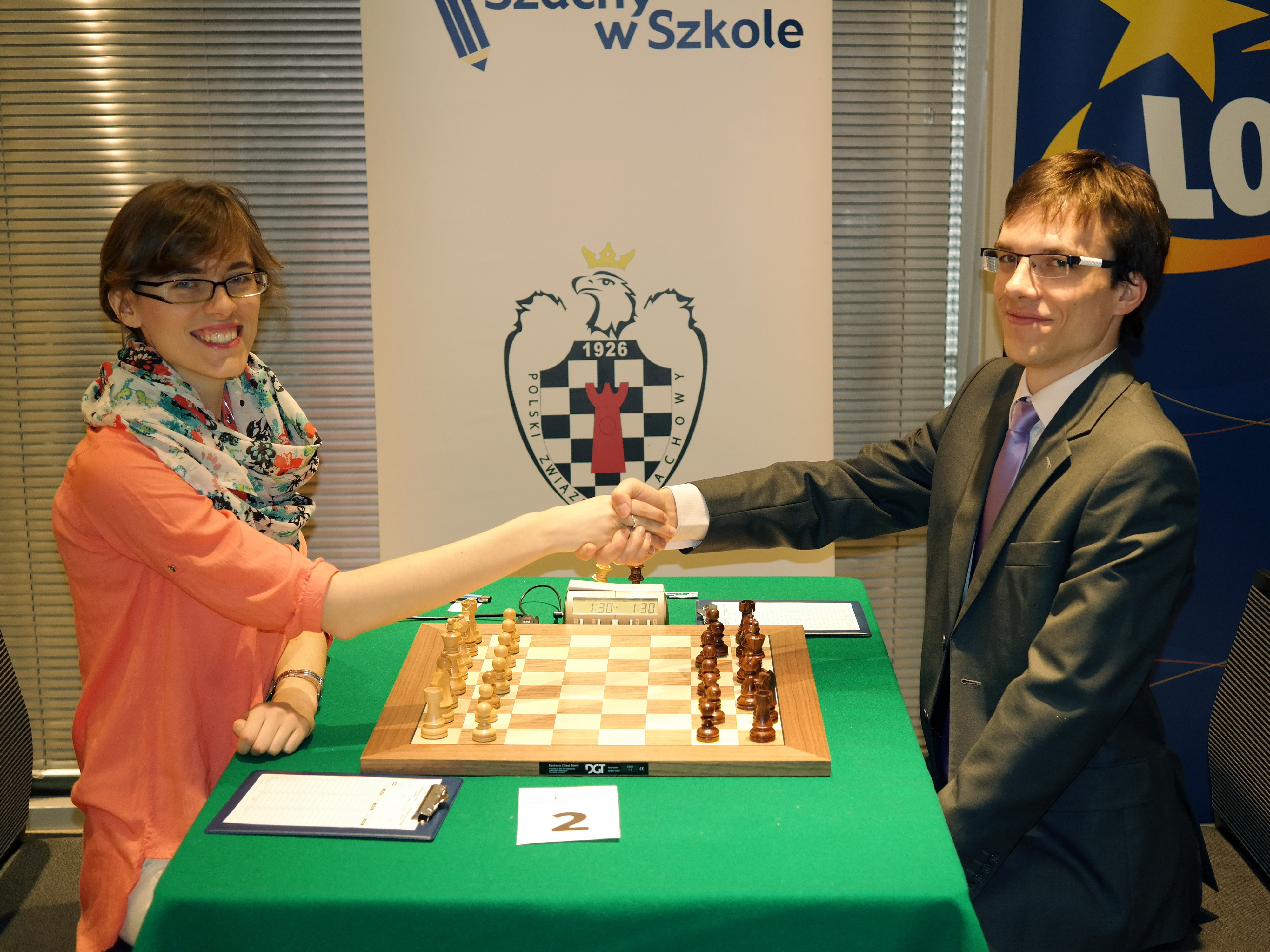
Avec son mari Mateusz Bartel à Varsovie en 2014

Marta Przezdziecka est mariée à Mateusz Bartel.
La sœur de Marta, Ewa Przezdziecka, est également joueuse d'échecs et détient le titre de maître FIDE (MFF).

## Palmarès dans les compétitions entre jeunes
Depuis l'an 2000, Marta Przezdziecka participe au championnat de Pologne dans différentes catégories d'âge. Elle remporte sa première médaille à Leba, en 2004, dans la catégorie des filles de moins de 16 ans. La même année, elle participe au championnat d'Europe d'échecs de la jeunesse et termine cinquième dans la même catégorie. 
En 2005, elle termine troisième, sur le podium, dans la catégorie des filles de moins de 20 ans lors du championnat qui se joue à Środa Wielkopolska. La même année, elle participe pour la première fois à la finale du championnat de Pologne polonais féminin, lequel se déroule à Suwalki. 
En 2006, à Trzebinia, Marta Przezdziecka crée l'événement en terminant à égalité à la première place du championnat de Pologne féminin. Elle ne remporte toutefois pas la compétition car elle s'incline contre Jolanta Zawadzka lors du départage. Elle enchaine avec une quatrième place dans la catégorie des moins de 20 ans à Środa Wielkopolska. Elle participe au Championnat d'Europe d'échecs individuel féminin à Kuşadası, en Turquie, terminant 16e sur 96 participantes, et meilleure joueuse polonaise.

## Parcours avec l'équipe nationale polonaise

### Parcours lors des championnats étudiants
En 2012, Marta Przezdziecka fait partie de l'équipe polonaise qui remporte la médaille d'argent à la Coupe du monde d'échecs étudiante qui se joue à Guimarães, au Portugal. En 2014, elle termine troisième du championnat de Pologne d'échecs féminin estudiantin à Katowice. 

### Parcours lors des olympiades d'échecs
Marta Przezdziecka joue pour la Pologne lors de trois olympiades d'échecs féminines :
- en 2006, au troisième échiquier lors de la 37e Olympiade d'échecs qui se déroule à Turin, en Italie (6 victoires (+6), 1 match nul (=1), 3 défaites (-3)),
- en 2008, à l'échiquier de réserve lors de la 38e Olympiade d'échecs qui se déroule à Dresde, en Allemagne (+1, = 0, -2),
- en 2014, au quatrième échiquier lors de la 41e Olympiade d'échecs qui se déroule à Tromsø, en Norvège (+4 = 5-0), elle remporte la médaille d'argent pour sa performance individuelle à l'échiquier.

### Parcours lors du championnat du monde par équipes
Marta Przezdziecka joue pour la Pologne à plusieurs reprises lors du championnat du monde d'échecs par équipe :
- en 2007, à l'échiquier de réserve lors du championnat du monde d'échecs par équipe féminin 2007 qui se déroule à Ekaterinbourg, en Russie (+4, = 2, -1),
- En 2015, au quatrième échiquier lors du championnat du monde d'échecs par équipe féminin 2015 qui se déroule à Chengdu, en Chine (+2, = 2, -3).

### Parcours lors du championnat d'Europe d'échecs des nations
Marta Przezdziecka joue pour la Pologne lors de plusieurs éditions du championnat d'Europe d'échecs des nations :
- en 2007, à l'échiquier de réserve lors du 7e championnat d'Europe d'échecs par équipe qui se déroule à Héraklion, en Grèce (+2, = 1, -1), son équipe remporte la médaille d'argent
- en 2013, au quatrième échiquier de la Pologne-3 (troisième équipe de Pologne) lors du 10e championnat d'Europe d'échecs par équipes qui se déroule à Varsovie, en Pologne (+3, = 3, -3).

## Parcours en club
Marta Przezdziecka remporte deux médailles d'or, en 2009 et 2012 pour ses performances individuelles lors du championnat de Pologne d'échecs des clubs féminin, avec le club de Lublin. Son club est vice-champion de Pologne en 2012.